# 羅亞爾鎮區 (內布拉斯加州安蒂洛普縣)
羅亞爾鎮區（英語：Royal Township）是位於美國內布拉斯加州安蒂洛普縣的一個行政鎮區。

## 地方資料
羅亞爾鎮區的面積為92.52平方千米，皆為陸地。根據2020年美國人口普查的數據，當地共有人口162人，而人口密度為每平方千米1.75人。